# Portman Road
Il Portman Road è un impianto sportivo di Ipswich avente una capienza di 33 331 spettatori.
Dal 1884 è lo stadio di casa dell'Ipswich Town.
L'impianto ha ospitato numerose partite delle nazionali giovanili inglesi ed anche un incontro della nazionale maggiore: contro la Croazia nel 2003.
Oltre che di vari eventi sportivi (tra cui atletica e hockey su prato), il Portman Road è stato teatro di concerti tra cui quelli di Elton John, Tina Turner, R.E.M. e Red Hot Chili Peppers.

## Storia
Dal 1884, il Portman Road è casa dell'Ipswich Town. I primi veri sviluppi per l'impianto iniziarono solo nel 1896, anche se i Tractor Boys furono tra i primi club a introdurre le reti alle porte nel 1890. A quel tempo, l'Ipswich era una squadra dilettantistica (il club diventò professionista nel 1936) e solo nel 1892 un club professionistico fece visita per la prima volta al campo, quando il Preston North End giocò contro una squadra della Suffolk County Football Association. Sei anni dopo, l'Aston Villa fece visita, e la popolarità della partita portò alla costruzione di una tribuna temporanea per accogliere circa 5.000 spettatori.
Nel 1901, i fratelli Churchman eressero una fabbrica di tabacco lungo il lato sud del campo, nome che poi divenne sinonimo della South Stand. La prima tribuna permanente, una struttura in legno affettuosamente chiamata Chicken Run, fu costruita sul lato di Portman Road nel 1906. Questa tribuna fu venduta nel 1971 alla squadra di speedway locale, gli Ipswich Witches, e la trasferirono al Foxhall Stadium. Durante la Prima Guerra Mondiale, il campo fu requisito dall'esercito britannico per essere sfruttato come campo di addestramento, e solo due anni dopo la fine della guerra il club riprese il controllo di Portman Road. Furono necessari estesi lavori di riparazione per affrontare i danni causati dalle pesanti attrezzature militari.
Negli anni '20, il Portman Road ospitò brevemente gare di levrieri per aumentare i ricavi, e nel 1928 fu costruita una piccola tribuna sul lato ovest del campo. Quando l'Ipswitch divenne ufficialmente un club professionistico nel 1936, il club locale di cricket fu costretto a trasferirsi, e iniziarono i lavori per costruire la prima terrazza di terra battuta sul lato nord del campo. L'anno successivo, dopo aver vinto la Southern League, fu costruita una terrazza simile sul lato sud, conosciuta come Churchmans, e furono installati 650 sedili ribaltabili, acquistati dall'Arsenal. Il Portman Road ospitò la prima partita di Football League dell'Ipswich Town il 27 agosto 1938, una vittoria per 4-2 contro il Southend United in Division Three (Sezione Sud) davanti a oltre 19.000 spettatori.
L'Associazione dei Tifosi finanziò numerosi miglioramenti del Portman Road; nel 1952, le terrazze in legno furono sostituite con terrazze in cemento al costo di 3.000 sterline, e ulteriori 3.000 furono spese per ristrutturare la North Stand nel 1954, aumentando la capacità dello stadio a circa 29.000 posti. Nel 1957, l'associazione raccolse 30.500 sterline per la costruzione di una nuova tribuna ovest, portando la capacità a circa 31.000 posti. I riflettori furono installati due anni dopo, finanziati da 15.000 sterline raccolti dall'associazione. I riflettori furono accesi per la prima volta dalla presidentessa del club, Lady Blanche Cobbold, per una partita amichevole contro l'Arsenal nel febbraio 1960.
Nel 1965, furono costruiti nuovi spogliatoi e due anni dopo furono introdotti dei nuovi tornelli, incluso un ingresso separato per i giovani nella zona Churchmans. Nel 1968, il club concordò un nuovo contratto di locazione di 99 anni sul campo con i proprietari ed il Consiglio Comunale di Ipswich. La Portman Stand a due piani fu costruita lungo il lato est del campo nel 1971, sostituendo le terrazze esistenti e fornendo 3.500 posti aggiuntivi.
Nel 1978, a causa del Safety of Sports Ground Act, si decise di ridurre la capacità della tribuna principale e di installare dei seggiolini in plastica, portando la capacità complessiva a 34.600 posti. gli stessi seggiolini vennero poi installati anche nella West Stand nel 1980, sostituendo così le panche di legno fino ad allora utilizzate. L'anno successivo il club annunciò il raggiungimento di un accordo commerciale con l'azienda elettronica Pioneer Corporation per espandere la tribuna al costo di circa 1.3 milioni di sterline, che fu poi rinominata Pioneer Stand e riaperta nel 1983. Le barriere di sicurezza furono rimosse dalla North Stand nel 1989 a seguito della strage di Hillsborough e, seguendo le raccomandazioni del Taylor Report, anche le terrazze nelle tribune nord e sud furono convertite in posti a sedere. La Pioneer Stand fu rinominata Britannia Stand a seguito di un nuovo accordo di sponsorizzazione con la società edilizia nel 1999.
Nel 2000, appena fuori dallo stadio venne inaugurata una statua dedicata alla leggenda del club Sir Alf Ramsey, che portò l'Ipswich Town alla vittoria del campionato nel 1962 e poi l'Inghilterra alla vittoria del Mondiale nel 1966.
Il successo dell'Ipswich Town con la promozione in Premier League nello stesso anno portò a ulteriori investimenti nelle infrastrutture, con il club che spese circa 22 milioni di sterline per ristrutturare sia la North Stand che la South Stand. Nel 2001, la birreria locale Greene King si aggiudicò l'accordo di sponsorizzazione della rinnovata South Stand, che fu quindi rinominata Greene King Stand fino al 2009. A seguito della morte dell'ex allenatore Bobby Robson nel 2009, il club annunciò che la North Stand sarebbe stata rinominata Sir Bobby Robson Stand in suo onore. La cerimonia ufficiale di inaugurazione ebbe luogo durante l'intervallo della partita di campionato contro il Newcastle United, il 26 settembre 2009. Nel 2012, il club onorò un altro ex allenatore, Sir Alf Ramsey, annunciando l'intenzione di rinominare la South Stand come Sir Alf Ramsey Stand.
Nel marzo 2022, il club richiese il permesso per installare un grande schermo LED nell'angolo sud-est del campo, per migliorare le panchine e aggiungere un nuovo accesso sempre nell'angolo sud-est dell'impianto. Questi interventi vennero completati in tempo per l'inizio della stagione calcistica 2022–23.
In seguito alla promozione del club in Premier League nel 2024, vennero effettuati ulteriori miglioramenti per portare lo stadio agli standard richiesti dalla lega. Questi lavori hanno incluso nuovi sistemi di illuminazione, il rinnovo degli spogliatoi, delle strutture per i media e delle aree executive.

## Settori

### Sir Bobby Robson Stand

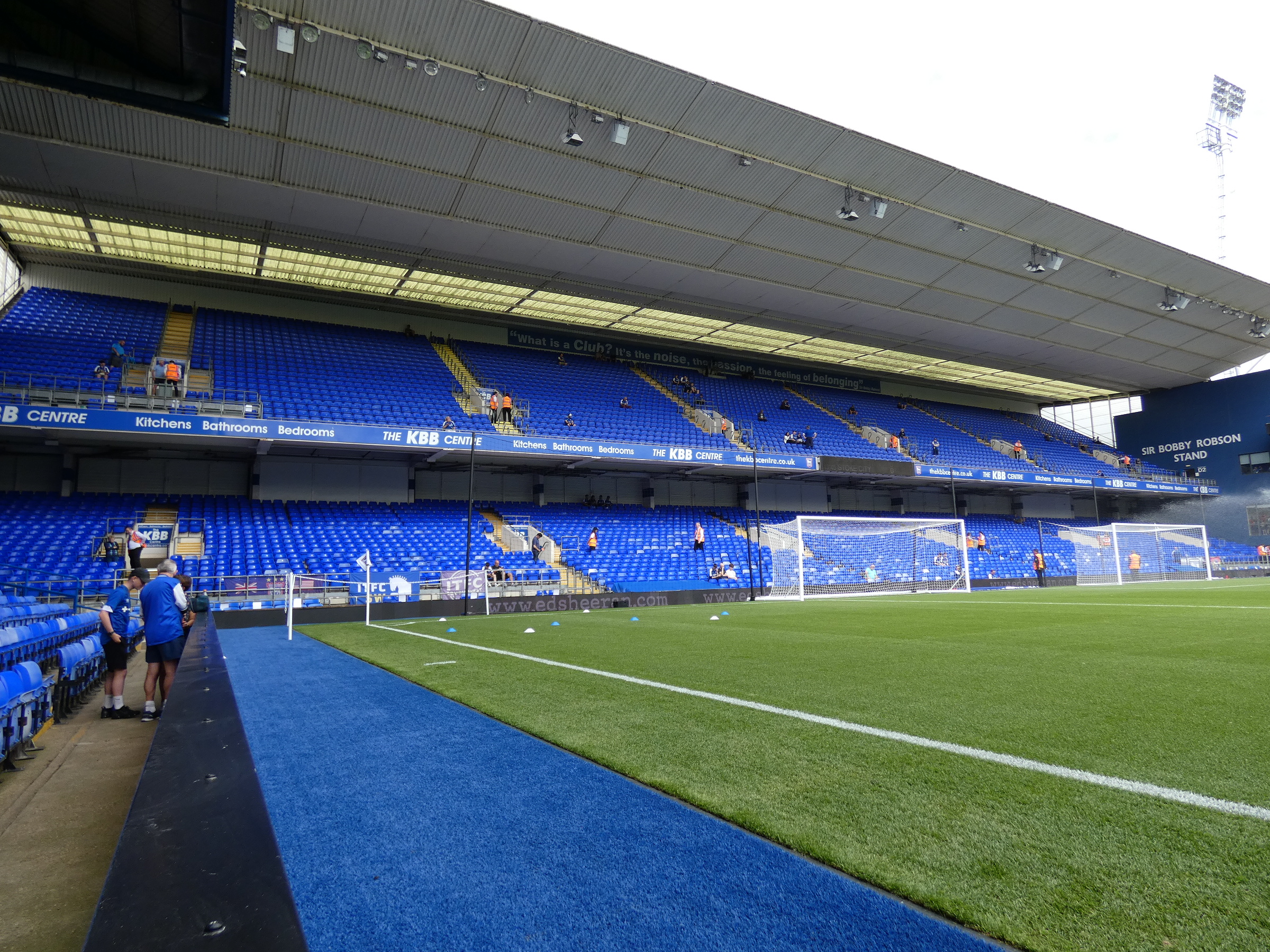
La Sir Bobby Robson Road

La Sir Bobby Robson Stand, situata al North Stand, è l'area riservata ai sostenitori più appassionati dello stadio. Completamente ricostruita nel 2001 a seguito della ristrutturazione di Portman Road, è progettata per ospitare circa 7.500 tifosi. Si tratta di una struttura a due livelli con tetto a sbalzo, suddivisa in una parte inferiore riservata esclusivamente agli adulti, tradizionalmente per i tifosi più "sfegatati" dei Blues, e una parte superiore mista. In precedenza conosciuta semplicemente come North Stand, è stata rinominata in onore dell'ex allenatore Bobby Robson nel 2009.

### Cobbold Stand

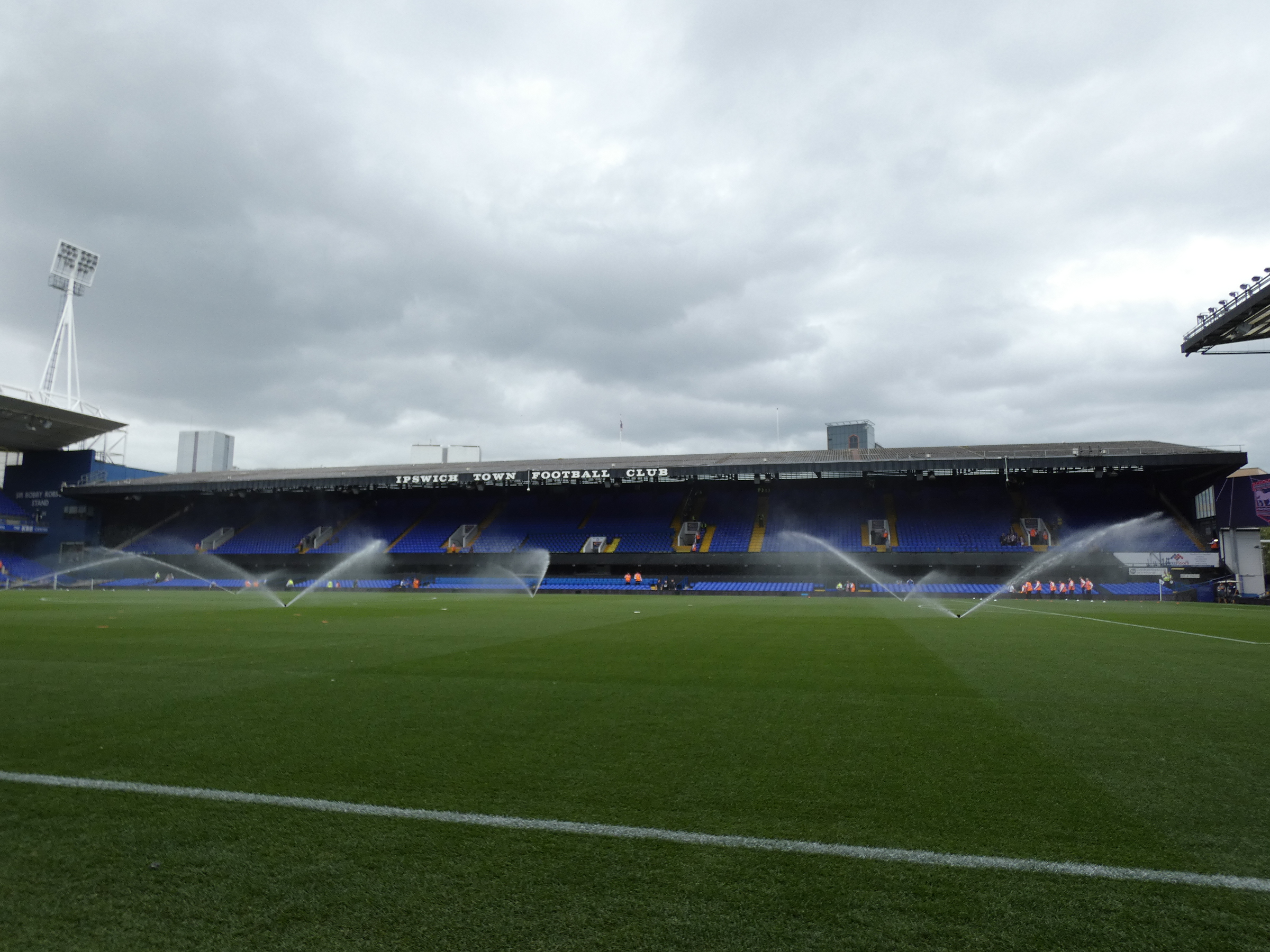
La Cobbold Stand

La Cobbold Stand fu costruita nel 1971 e in passato era nota come Portman Stand. Con due livelli e un tetto a sbalzo, è utilizzata per ospitare i tifosi avversari, con una capienza di fino a 3.000 posti a partita, e per la sistemazione delle famiglie. Contiene anche una serie di box executive oltre ai posti regolari per i tifosi di casa.

### Sir Alf Ramsey Stand

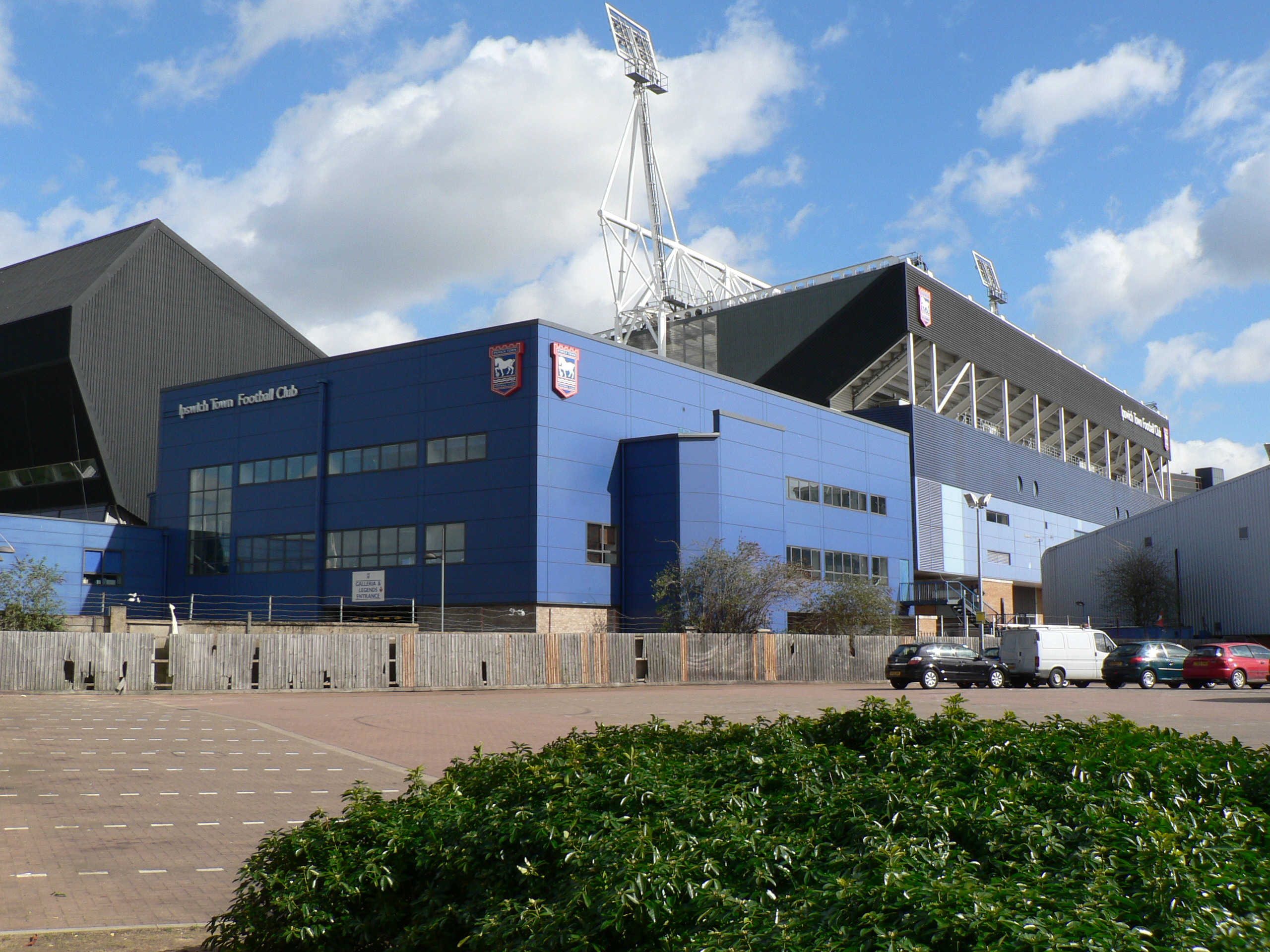
Retro della Sir Alf Ramsey Stand

La Sir Alf Ramsey Stand è una tribuna a due livelli con una capacità di circa 7.000 posti. Precedentemente conosciuta come 'South Stand', dal 2001 era sponsorizzata e nota come Greene King Stand fino al 2009, quando i diritti di denominazione scaddero e il nome fu cambiato nel marzo 2012 per onorare il cinquantesimo anniversario della conquista del titolo di First Division sotto la guida di Alf Ramsey. Fino al 2000, quando la tribuna fu completamente ricostruita, era comunemente conosciuta come Churchmans, dal nome della famiglia proprietaria della fabbrica di tabacco adiacente, poi passata a John Players Ltd. La tribuna ospita anche il ristorante Sir Bobby Robson Suite e il Legends Bar. Il tunnel da cui i giocatori entrano in campo è situato in modo unico nell'angolo dello stadio, tra la Sir Alf Ramsey Stand e la West Stand.

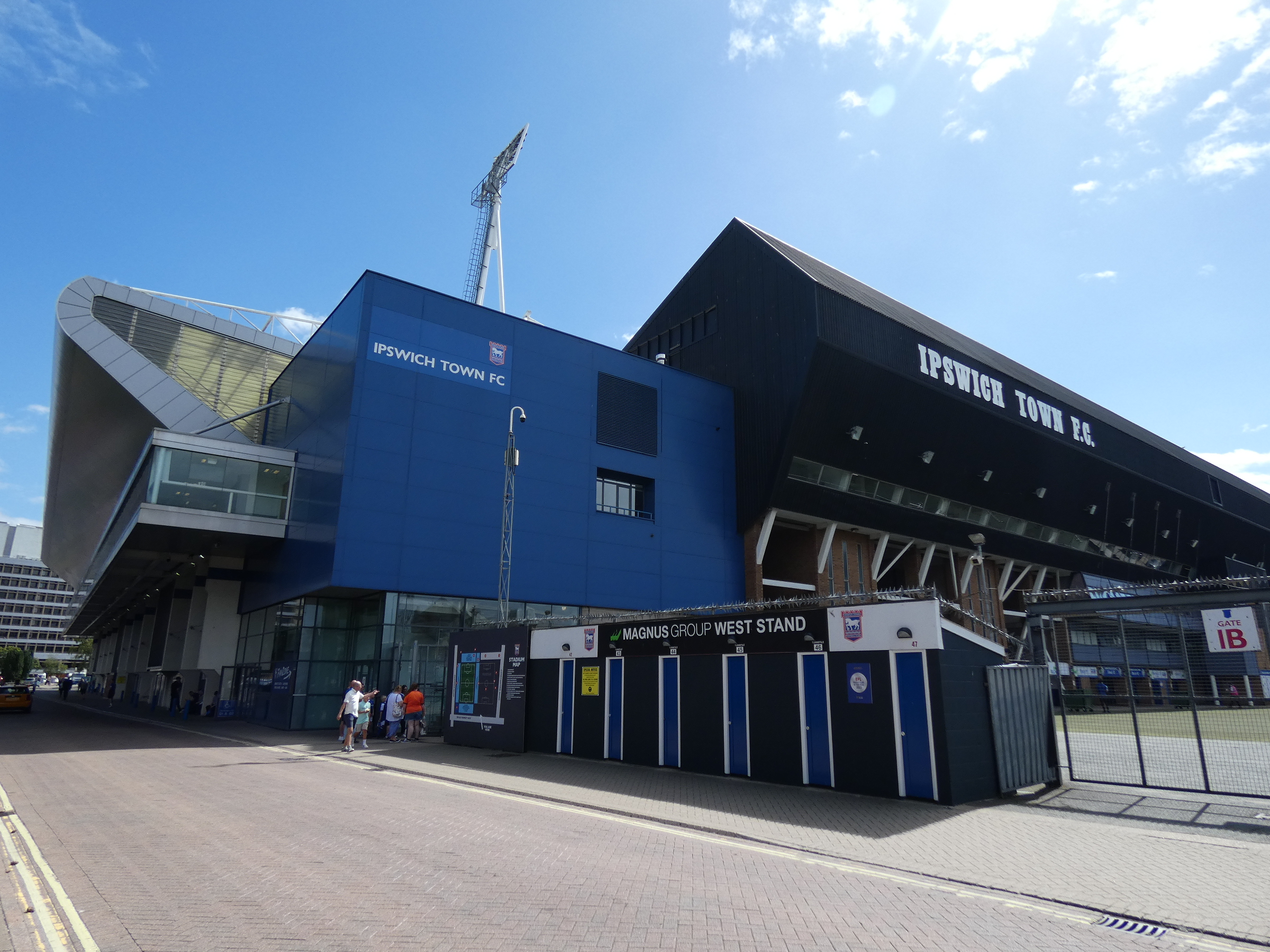
Retro della West Stand

### West Stand
La West Stand, costruita nel 1957, è stata trasformata in una tribuna completamente a sedere nel 1990 e ora è composta da tre livelli di posti per i sostenitori di casa, con un'area aggiuntiva per le famiglie. In passato è stata nota come Pioneer Stand dal 1981 al 1999, Britannia Stand dal 1999 al 2012, e East of England Co-operative Stand dal 2012 al 2021. Tra il 2021 e il 2023, era conosciuta come Magnus Group West Stand. La struttura ospita anche un altro box per i dirigenti, ulteriori box executive e l'area stampa. Dietro alla tribuna si trova un campo in erba sintetica a grandezza naturale, spesso utilizzato casualmente dai tifosi prima delle partite casalinghe.

### Accessibilità
Sono presenti nove aree designate per i tifosi diversamente abili, situate nella West Stand inferiore, nella Sir Alf Ramsey Stand e nella Sir Bobby Robson Stand. Questi spazi forniscono oltre 300 posti per utenti in sedia a rotelle. Inoltre, sono disponibili 12 posti nella West Stand per spettatori con disabilità visive, con commento tramite cuffie radio individuali fornite dalla stazione radio locale BBC Radio Suffolk.

## Dati statistici
La massima affluenza registrata al Portman Road è di 38.010 spettatori, raggiunta durante una partita contro il Leeds United nei quarti di finale della FA Cup l'8 marzo 1975. Il record di affluenza con tutti i posti a sedere installati è di 30.152 spettatori, stabilito il 21 dicembre 2003 contro i rivali locali del Norwich City nella Division One della Football League. L'evento non competitivo con la maggiore affluenza di tifosi ha visto oltre 23.000 spettatori assistere alla partita di testimonianza di Bobby Robson. In quell'occasione, i Blues, con la partecipazione di George Best, affrontarono una selezione dell'Inghilterra.
La media stagionale più alta registrata allo stadio, da quando l'Ipswich Town è divenuto un club professionistico, è stata di 26.431 spettatori nella stagione 1976-77, mentre l'Ipswich giocava in First Division. La media di affluenza più bassa al Portman Road è stata di 8.741 spettatori nella stagione inaugurale del club alla stagione 1936-37 nella Southern League. Il totale di presenze stagionali più alto è stato registrato durante la stagione 1980-81, quando l'aggregato superò le 814.000 presenze, in una stagione in cui l'Ipswich vinse la finale della Coppa UEFA e si classificò secondo in First Division.
Il Portman Road ospitò inoltre la prima partecipazione dell'Ipswich Town in una competizione europea quando la squadra sconfisse il Floriana, club maltese, per 10-0 nella Coppa dei Campioni del 1962. Da allora, l'Ipswich Town è rimasto imbattuto al Portman Road in tutte le competizioni europee, per un totale di 31 partite distribuite su 40 anni, un record che è stato poi superato solo dall'AZ Alkmaar nel dicembre 2007.

## Trasporti
In treno: La stazione ferroviaria di Ipswich si trova a circa 450 metri dallo stadio. La stazione è situata sulla linea principale Great Eastern, che collega Londra Liverpool Street a Norwich.  Sono presenti anche collegamenti diretti da città come Colchester, Cambridge e Peterborough.
In autobus: Il sistema di trasporto pubblico locale è gestito principalmente da Ipswich Buses e First Eastern Counties, con diverse linee che consentono di raggiungere facilmente le vicinanze dello stadio. Le due principali stazioni degli autobus di Ipswich sono situate all'Old Cattle Market e a Tower Ramparts, entrambe situate nel centro città. Inoltre, i servizi di pullman della National Express offrono collegamenti diretti tra Ipswich e diverse destinazioni chiave, inclusi i principali aeroporti di Londra.
In auto: Per chi giunge all'impianto in auto, sono presenti diverse opzioni di parcheggio nei pressi dello stadio. Sono disponibili parcheggi a pagamento, nonché servizi di park and ride, che offrono un'alternativa pratica per evitare il traffico cittadino. È importante notare che molte strade intorno allo stadio operano con un sistema di parcheggio riservato ai residenti, per cui è consigliabile utilizzare le aree di parcheggio designate o le strutture di park and ride situate a breve distanza dallo stadio per evitare multe o difficoltà nel trovare parcheggio.